# Éléonore-Charlotte de Wurtemberg-Montbéliard
Éléonore Charlotte de Wurtemberg-Montbéliard (20 novembre 1656 à Horbourg - avril 1743 à Breslau), est, par le mariage duchesse de Oels-Wurtemberg.

## Biographie
Éléonore Charlotte est une fille du duc George II de Wurtemberg (1626-1699) de son mariage avec Anne (1624-1680), fille de Gaspard III de Coligny.
Le 7 mai 1672, elle épouse à Oleśnica le duc Silvius II Frédéric de Wurtemberg-Œls. Le mariage reste sans enfant.
En 1676, Éléonore Charlotte acquiert la seigneurie et la ville de Twardogóra et y déplace sa résidence. Elle élargit la ville largement à ses propres frais, et pris en charge de nouveaux habitants. En 1688, elle remplace l'église par une plus grande. Elle obtient une exemption de taxe pour les résidents de la municipalité pour les 100 ans de l'Empereur Léopold Ier.
En 1712, elle a un litige avec Anna-Sophie de Mecklembourg-Schwerin (1647-1726), la duchesse douairière de Wurtemberg-Juliusbourg. Elle perd l'affaire et est obligée de transférer Twardogóra à Anna Sophia.